# Saggio sopra i principali metodi d'istruire i fanciulli
Il Saggio sopra i principali metodi d'istruire i fanciulli è un saggio pedagogico di Luca de Samuele Cagnazzi (1764-1852) scritto nel 1818 e pubblicato nel 1819. Lo scopo principale di tale scritto era informare e sgombrare il campo da pregiudizi relativamente al nuovo "metodo inglese" di insegnamento di cui si parlava in quel periodo. 

## Idea e scopi
Nel 1818 si discuteva del nuovo metodo d'insegnamento inglese e Cagnazzi, al fine di spiegare che cosa si intendeva con tale metodo e stroncare i pregiudizi infondati di alcuni, scrisse l'opera in questione nella forma di un saggio critico. L'opera fu completata nel gennaio del 1819 e pubblicata con una dedica a Ludovico Loffredo, principe di Cardito e presidente della Commissione di Pubblica Istruzione del Regno delle Due Sicilie dal 1815 al 1820, il quale promuoveva il metodo inglese.

## Il contesto
Come notato da Francesco Zerella (1936), il saggio di Cagnazzi si inserisce in un contesto, quello dell'istruzione nel Regno delle Due Sicilie, che aveva notevoli azioni riformatrici su più fronti. In particolare, a partire dal 20 novembre 1767, con l'espulsione dei gesuiti "l'ordinamento scolastico assume un carattere più deciso ed un valore più concreto, perché lo Stato, dichiarandosi fattore esclusivo della educazione dei giovani, ne assume le cure e le responsabilità [...]".
A re Ferdinando IV di Napoli viene riconosciuto il ruolo di aver riformato, seppur in modo frammentario, l'istruzione nel regno negli ultimi anni del XVIII secolo, nonché "di avere iniziato un movimento educativo più completo ed universale" coinvolgendo le classi meno abbienti, e il metodo privilegiato a tale scopo era il cosiddetto "metodo normale", di derivazione tedesca. Successivamente, a partire dalla Rivoluzione francese (1789), i provvedimenti in materia di istruzione assunsero un carattere più reazionario e conservatore, i quali vedevano nell'istruzione il veicolo di ideali sovversivi e sfociarono nell'istituzione nel 1794 della Giunta di Stato, con compiti di investigazione e repressione.
Durante la breve vita della Repubblica Napoletana del 1799, l'istruzione ebbe, perlomeno nelle intenzioni, un nuovo impulso anche se la breve durata di tale esperienze riformatrice non consentì di tradurre in realtà i programmi e le intenzioni. Con il ritorno dei Borboni si assisté a un atteggiamento sostanzialmente conservatore nei confronti dell'alfabetizzazione, anche se le intenzioni in tal senso non furono univoche; infatti, i provvedimenti ostili all'alfabetizzazione furono alternati ad altri di promozione. Coi re napoleonidi Giuseppe Bonaparte e Gioacchino Murat, la diffusione dell'istruzione ebbe una decisa spinta propulsiva, e il metodo normale fu preferito per l'istruzione delle masse; fu promossa anche l'educazione femminile e furono istituite commissioni di vigilanza col compito di vigilare e promuovere un'adeguata formazione degli insegnanti; furono concessi aiuti e sussidi ai fanciulli poveri.
Con la Restaurazione ritornò l'atteggiamento ambivalente del governo borbonico nei confronti dell'istruzione; si può ben affermare che l'alfabetizzazione nel Regno delle Due Sicilie, seppur a cicli alterni, fu "tutto un procedere"; cionondimeno, subito dopo i fatti del 1820, prevalse un atteggiamento teso alla mortificazione dell'istruzione, con la destituzione dei maestri e i decreti di chiusura delle scuole.

## Il contenuto

### Considerazioni generali
Nel primo capitolo, Cagnazzi fa alcune considerazioni sull'istruzione in generale (che oggi suonano estremamente moderne), e analizza i vantaggi che deriverebbero dall'alfabetizzazione dei popoli. Analizza anche il "sistema ordinario" di istruzione del Regno delle Due Sicilie, da Cagnazzi considerato "vituperevole", il metodo insegnato da Quintiliano e il "metodo normale", introdotto in Germania. Cagnazzi analizza anche il metodo di Johann Heinrich Pestalozzi aggiungendo alcune osservazioni critiche e, infine, introduce il metodo inglese e mostra i vantaggi che si otterrebbero dal suo utilizzo. Cagnazzi mostra i punti di forza e di debolezza di tutti i metodi esposti e, secondo quanto scritto da Cagnazzi nella sua autobiografia, l'opera ebbe un enorme successo e "fu molto applaudita fuori". L'opera metteva a confronto i vari metodi d'insegnamento, cosa che, afferma il suo autore, non era stata ancora fatta da nessuno.
Nelle prime pagine, Cagnazzi espone alcune considerazioni dal contenuto assai innovativo e moderno; in particolare:
(Cagnazzi1819, pp. 2-3)
Tali considerazioni sono probabilmente ispirate dalle sue stesse esperienze; infatti nelle prime pagine della sua autobiografia, Cagnazzi racconta come fu costretto a studiare discipline a lui non congeniali come ad esempio il diritto o le lettere, dal momento che preferiva nettamente le discipline scientifiche e naturalistiche. In proposito, un suo professore gli disse di aver avuto una strana "malattia" a causa dello studio di discipline non congeniali e mise in guardia Cagnazzi dall'avere una malattia simile. Inoltre, in uno scritto conservato presso l'Archivio Biblioteca Museo Civico, Cagnazzi racconta di Paolo Ruggeri, un ragazzo con una spiccata vocazione per la matematica e la cui carriera fu osteggiata dal "barbaro padre", il quale voleva che il figlio studiasse teologia a tutti i costi; nonostante gli impedimenti, Ruggeri riuscì a diventerà professore di matematica presso l'Università degli Studi di Altamura, anche se morì giovanissimo di tisi polmonare.
In generale, i contenuti del saggio colpiscono per l'estrema modernità dei suoi contenuti in campo pedagogico, anche se non è chiaro se tali considerazioni siano state elaborate indipendentemente dall'autore oppure provengano da altri pedagogisti del periodo. Ai tempi di Cagnazzi, la pedagogia era ancora una disciplina prettamente filosofica e Cagnazzi, con la sua analisi critica e il confronto per così dire "scientifico" dei metodi d'insegnamento dimostra di essere una delle poche eccezioni. Degne di nota sono le sue considerazioni sull'importanza del movimento nelle istituzioni scolastiche, che all'epoca smorzavano e punivano qualsiasi impulso in tal senso e Cagnazzi fornisce anche alcune importanti informazioni sul modo in cui vivevano e apprendevano i ragazzi negli istituti (prettamente religiosi) dell'epoca.
Cagnazzi aveva già avuto modo di fare da insegnante ad alcuni fanciulli tra i quali i figli di suo fratello Giuseppe e un'altra sua opera scritta successivamente, gli Elementi di cronologia matematica e storica per gli giovanetti (1838), suggerisce che Cagnazzi fosse impegnato anche nell'istruzione dei ragazzi.
Cagnazzi afferma che "il principale scopo dell'educazione esser deve il benessere della persona che si educa; non già che al benessere di questa sagrifigar si debba quello degli altri, ma fare in modo che vadano d'accordo". Inoltre, concepisce l'istruzione come "l'arte, che sviluppar deve nell'uomo le sue naturali facoltà intellettuali, morali e meccaniche, ad oggetto di renderle utili al proprio individuo, ed agli altri". Gli istituti di quel periodo, e in particolare quelli ecclesiastici, secondo la testimonianza dello stesso Cagnazzi erano concentrati unicamente sullo sviluppo delle facoltà intellettuali e morali, mentre quelle fisiche erano del tutto trascurate e persino mortificate:
(Cagnazzi1819, pp. 2-3)
Oltre all'assenza di movimento, Cagnazzi stigmatizza anche un'istruzione scientifica basata unicamente sull'esercizio mnemonico. Un tale tipo di istruzione li rende privi di capacità di riflettere e analizzare, rendendoli "de'saccentuzzi incapaci a ragionare". L'autore porta avanti queste considerazioni, arrivando ad affermare (probabilmente sbagliando) che, al contrario, se i fanciulli vengono introdotti troppo presto alle scienze esatte, "la memoria delle parole si debilita, onde si rendono astratti e smemorati".

### I pregiudizi sull'istruzione
Cagnazzi smonta anche un pregiudizio, diffuso ai suoi tempi "tra la gente dabbene", secondo cui "lo sviluppo inoltrato delle facoltà intellettuali, ossia lo studio profondo delle scienze, offenda le facoltà morali".
Il capitolo II del saggio è interamente dedicato alla confutazione di siffatti pregiudizi che tendevano a vedere la conoscenza e l'istruzione come foriere di malvagità e astuzia oppure di inabilità ai lavori manuali. Cagnazzi fa notare come in paesi istruiti, come ad esempio il Granducato di Toscana, la Francia o l'Inghilterra, non si verifichino siffatti comportamenti e, pertanto, gli inconvenienti di cui sopra sarebbero del tutto fittizi.
In particolare Anche l'istruzione delle donne era oggetto di tali pregiudizi, dal momento che si riteneva che ciò avrebbe dato alle donne una "maggiore libertà di ciò che loro conviensi". Riprendendo quanto scritto da Antonio Genovesi nella sua opera Lezioni di economia civile (1765), Cagnazzi fa notare come di "donne scostumate" ve n'erano all'epoca sia analfabete che istruite. Inoltre l'istruzione delle donne avrebbe avuto il vantaggio di migliorare l'economia interna della casa, dal momento che sarebbero state in grado di tenere il libro dei conti.
Cagnazzi si sofferma anche sul fatto che l'istruzione era divenuta ormai indispensabile per la vita civile di un cittadino:
(Cagnazzi1819, pp. 18-19)
Altrettanto indispensabili sono, agli occhi di Cagnazzi, la conoscenza delle leggi e "la lettura di alcuni libri e de' giornali politici", così come indispensabile è per un soldato essere persuaso alla bontà dell'ordine che si protegge e le arringhe fatte sul momento a nulla servono se non sono convinti di ciò. In tale contesto, "non si può essere buon soldato, come ogni cittadino è obbligato, senza saper leggere e scrivere.

### Il metodo in uso nel Regno delle Due Sicilie
Nel capitolo III, Cagnazzi descrive il sistema d'istruzione in uso nel Regno delle Due Sicilie e nello stesso ne evidenzia i vistosi limiti e persino il danno (anche fisico) che cagionava agli studenti di quel periodo.
Cagnazzi riprende quanto scritto da Giuseppe Maria Galanti il quale rammentava quanto il mestiere di maestro fosse assunto da persone inette, dal momento che coloro che studiavano lettere preferivano impieghi nel campo del diritto piuttosto che insegnare.
Nel capitolo sono fornite preziose informazioni sul sistema del periodo: "nelle nostre scuole il Maestro non è che un despota, che pone tutta la sua potenza nella ferula, e con questa crede egli poter sostenere l'ordine". Lo stesso maestro chiama gli studenti ad uno ad uno a leggere o recitare, mentre gli altri studenti sono seduti senza far nulla, "talche non di rado si produce loro una corruzione di spirito, a cui non è comparabile il profitto, a cui non è comparabile il profitto che si trae da quella breve istruzione".
Inoltre, il maestro interveniva per il solo rumore o i lamenti di uno studente molestato dal suo compagno, e castigava colpevoli e innocenti "senza conoscenza dell'affare e senza discrezione"; spesso venivano castigati anche i compagni che si trovavano nelle vicinanze per non aver segnalato tempestivamente i fatti (come in uso in Giappone) e questo, secondo Cagnazzi, rendeva gli studenti "delatori, e nemici tra loro".
Cagnazzi, citando Quintiliano e San Girolamo, ricorda come l'insegnante deve insegnare in maniera giocosa e rendere piacevole l'apprendimento affinché lo studente non sviluppi avversione all'apprendimento. Nel regno, gli studenti erano invece sottomessi, privi di ogni volontà e resi "ciecamente ubbidienti ad ogni comando", e gli studenti non erano motivati nel loro lavoro di studio. Le punizioni erano molto forti e consistevano in pene corporali le quali a volte creavano dei danni permanenti nel delicato corpo del fanciullo. Cagnazzi racconta, infatti, come "non sono rari i casi de' fanciulli che han perduto l'udito dagli schiaffi ricevuti da' pedanti, o che sono rimasti offesi dalle bastonate o tormenti dati da questi". Inoltre era forte la convinzione nella bontà di tali metodi da parte dei maestri, tanto che Cagnazzi racconta di aver parlato con un maestro che per giustificarsi affermava di educarli al principio degli Stoici sustine, et abstine. Cagnazzi riprende contestualmente il pensiero di Quintiliano e Plutarco, i quali affermano che "sono indegne per gli uomini liberi". Quintiliano afferma anche che, se si utilizzassero le bastonate per istruire i ragazzi, da adulti non potrebbe essere istruiti dal momento che "non puossi usare un tale mezzo ed apprender devono maggiori cose".
Emerge chiaramente, agli occhi di Cagnazzi, la differenza con gli altri metodi, in cui i premi e le punizioni colpiscono l'onore e il rispetto dello studente all'interno del gruppo. Citando Plutarco, Cagnazzi avverte dei rischi, a suo dire, di un eccessivo utilizzo di premi legati all'onore, dal momento che "quando non siano compartiti a' fanciulli con parsimonia, contaminar possono le facoltà morali".
(Cagnazzi1819, p. 30)

### Il metodo di Quintiliano e variazioni successive
Nel capitolo IV vengono esposti vari metodi di insegnamento dei rudimenti della lettura. Innanzitutto viene ribadito il principio secondo cui si deve "rendere per quanto possibile piacevole l'istruzione ai fanciulli".
Cagnazzi espone il metodo descritto da Quintiliano e consistente nell'uso di materiale didattico nella forma di "giochi"; in particolare viene esposto l'utilizzo di lettere d'avorio nonché le variazioni del metodo esposte da autori successivi e sostanzialmente basate su quanto originariamente esposto da Quintiliano. Cagnazzi riporta citazioni di intere parti dell'opera Della educazione dei fanciulli di John Locke, nonché di quanto scritto da Charles Rollin sul suo metodo. Viene citata anche la "tavola tipografica" di Mas, una sorta di gioco a caselle molto simile alle odierne tavolette di legno del metodo Montessori.
Cagnazzi afferma esplicitamente di volersi focalizzare sui metodi che consentivano di educare efficacemente il maggior numero di ragazzi con il minore sforzo e col minore dispendio economico e fa notare come "questi metodi a ben riflettere sono opportunissimi a concitare, ed impegnare l'attenzione dei fanciulli, ma non sono applicabili ad una massa numerosa".
A tale scopo, Cagnazzi espone un metodo da lui stesso inventato e consistente in un gioco assai simile al lotto con lettere dell'alfabeto (oppure sillabe) al posto dei numeri; questo metodo, secondo Cagnazzi, avrebbe consentito di insegnare a leggere e scrivere a "moltissimi fanciulli".
Degne di nota anche le considerazioni finali sulla scrittura, mutuate da Charles Rollin e Le Feure, secondo cui non si deve pretendere che il fanciullo scriva le lettere in modo perfetto sin dall'inizio, dal momento che ciò richiederebbe "un'applicazione fredda, e lenta" e non sarebbe questo "un buon contrassegno per lo spirito" nell'animo dei fanciulli; piuttosto la calligrafia iniziale del bambino dovrebbe essere accettata senza eccessive pretese e successivamente migliorata a 15-16 anni.

### Il metodo normale
Nel capitolo V vengono esposti i caratteri distintivi del "metodo normale d'istruzione adottato in Germania"; dopo un breve cenno alla storia del metodo, il quale risalirebbe a Giuseppe II d'Asburgo-Lorena (1741-1790) e il cui scopo era fornire i rudimenti d'istruzione "ad ogni sorta di persone". Cagnazzi espone il metodo nella forma descritta da Francesco Soave nel suo Compendio del metodo delle scuole normali per uso delle scuole d'Italia (1817).
L'insegnamento della lettura e scrittura viene fatto introducendo prima gli enti geometrici di punto, linea, retta e curva e successivamente vengono introdotte le lettere come composizione degli enti geometrici di cui sopra. Distintivo è anche il fatto che i caratteri vengono prima scritti sulla lavagna e insegnati nella loro forma "in carattere di stampa", nonché l'utilizzo di una lavagna (la "tavola nera"). Progressivamente vengono insegnate le sillabe e le intere parole. Caratteristico è anche l'utilizzo del cosiddetto "metodo delle lettere iniziali", cioè la riduzione di un testo alle sole iniziali di ciascuna parola, e con questa poi gli studenti dovranno leggere il testo, cercando di ricordare ciascuna parola. L'uso dei riassunti o della scrittura in forma sintetica del contenuto di ciascun capitolo di un libro (il "metodo delle tabelle" e le "tavole sinottiche") sono parte integrante del metodo così come le interrogazioni dei fanciulli, tese "conoscere non solo se sappiano la cosa, ma se l'abbiano compresa nel suo vero senso".
Nel capitolo VI, Cagnazzi fa delle considerazioni sul metodo normale, affermando in sostanza che tale metodo sarebbe più adatto all'istruzione degli adulti piuttosto che dei fanciulli, dal momento che gli adulti possiedono già le nozioni degli enti geometrici di base come il punto, la retta e la curva, mentre un giovane studente dovrebbe prima capire tali enti, rallentando il processo di apprendimento. Pertanto Cagnazzi trova più utile che le lettere vengano insegnate direttamente (cioè senza rifarsi ai singoli componenti geometrici). A supporto di ciò, Cagnazzi cita alcuni passi di Condillac relativa all'astrazione e alla riflessione nei fanciulli. Cagnazzi afferma, inoltre, di aver impiegato tale metodo nella sua città natale Altamura e di aver notato "che i fanciulli apprendevano in minor tempo a riconoscer sulla tavola nera le lettere formate, che gli elementi di queste; onde credei espediente tralasciare per i fanciulli ogni precedente lungheria". Gli adulti, invece, i quali frequentavano le scuole nei giorni festivi, anche se ignoranti, possedevano le nozioni geometriche di base e imparavano più velocemente le lettere quando insegnate come una composizione di enti geometrici primitivi. Assai positivamente Cagnazzi considera le altre tecniche che completano il metodo normale, quali il "metodo delle lettere iniziali", il "metodo delle tabelle", i riassunti e le interrogazioni.

### Il metodo di Johann Heinrich Pestalozzi
Dopo un breve cenno biografico sulla vita dello svizzero Johann Heinrich Pestalozzi (1746-1827), Cagnazzi espone le caratteristiche principali del metodo da lui sviluppato. L'idea basilare del metodo di Pestalozzi era il fatto che i fanciulli apprendono attraverso l'intuizione; in particolare ai fanciulli venivano mostrati e fatti osservare con attenzione degli oggetti, i quali venivano messi in relazione di somiglianza o differenza con altri oggetti. Pestalozzi ideò anche un Manuale per le madri, in cui sono esposti cinque gradi di esercizi che la madre dovrebbe sottoporre al fanciullo nei primi anni di vita.
Tali esercizi partono dal riconoscimento e la pronuncia dei suoni e arriva fino all'insegnamento delle differenze e delle somiglianze tra gli oggetti e all'ordinamento degli oggetti in classi. Successivamente vengono insegnati i numeri e i loro rapporti nonché gli enti e le figure geometriche e i loro rapporti di forma e dimensione. Viene insegnata anche la divisione di superfici in parti e solo successivamente viene insegnato ai ragazzi a leggere e scrivere. Anche il metodo di Pestalozzi prevede l'utilizzo di "pezzi di legno" con lettere disegnate al di sopra attraverso le quali combinare le lettere in sillabe (analogo a quello del signor Mas). Johann Georg Gustav Tobler, collaboratore di Pestalozzi, impiegò delle "lunghe strisce di legno" contenenti una lista verticale di vocali e consonanti, scorrendo le quali si creavano le differenti combinazioni di sillabe. Una volta insegnate le metodologie di decomposizione in sillabe e di scrittura e lettura delle stesse, queste vengono composte a formare parole e successivamente intere frasi.
Successivamente vengono insegnate le basi di composizione di un aggettivo con un sostantivo e in seguito anche "il significato de' verbi nei loro differenti tempi" per poi passare all'insegnamento di discipline come la geografia e la storia.
Cagnazzi, anche allo scopo di poter introdurre convenientemente le proprie considerazioni sul metodo, riporta quanto scritto dal signor Chevennes il quale, nell'opera Exposé de la methode elémentaire, riporta ciò che ha visto visitando l'istituto Pestalozzi. In particolare afferma che "essi [gli studenti] non hanno, eccettoché nell'insegnamento della lettura, alcun libro nelle mani". Inoltre, nelle scuole Pestalozzi, si vedeva un continuo movimento e si sentiva un continuo sussurro di studenti; afferma che una tale cosa avrebbe rafforzato nelle loro opinioni i detrattori e gli scettici nei confronti del metodo, ma a un esame successivo, sempre secondo Chevennes, si cambia idea dal momento che "la loro attenzione è costantemente sostenuta senza stancarsi".
Racconta inoltre come "il loro amor proprio vien fortemente eccitato dal timore di essere l'oggetto delle beffe dei loro compagni". Gli insegnanti sono, secondo la sua testimonianza, affettuosi e amichevoli coi loro studenti, nello stesso modo in cui lo sarebbe un loro genitore; in particolare, scrive che "gli istruttori trattano i loro allievi con [sic] il sentimenti di amicizia e di confidenza" e che all'interno della scuola regna "tra gli allievi la più grande armonia".
Dopo aver utilizzato e pubblicizzato il suo metodo, Pestalozzi fu autorizzato dal governo elvetico a fondare una scuola pubblica a Stans e nel 1802 fu nominato direttore di una scuola per maestri a Burgdorf con l'aiuto di e Hermann Krüsi, Johann Georg Gustav Tobler e Johann Christoph Buss. Successivamente la scuola per maestri di Burgdorf fu divisa in due, di cui una a Münchenbuchsee e l'altra a Yverdon-les-Bains.

### Le considerazioni di Cagnazzi sul metodo di Pestalozzi
Nel capitolo VIII, Cagnazzi espone le sue considerazioni sul metodo di Pestalozzi; in particolare, Cagnazzi analizza i rischi di un'attenzione non spontanea e prolungata nei fanciulli; inoltre fa notare come lo stato di attenzione non sia "uno stato ordinario dei sensi, e che non può sostenersi alla lunga senza provare una stanchezza a' rispettivi muscoli". In particolare, Cagnazzi teme che questo sforzo possa finire col non rendere piacevoli l'insegnamento ai ragazzi oppure sviluppare solo alcune facoltà. L'attenzione dovrebbe essere invece spontanea e richiamata senza violenza.
Cagnazzi cita anche Erasmus Darwin (1731-1802, nonno del più noto Charles Darwin) il quale in Zoonomia ha mostrato che l'azione continua di un organo di senso porta intorpidimento. In particolare, Cagnazzi fa notare come bambini che inizialmente mostrano un'intelligenza e delle abilità fuori dalla norma, se sollecitati eccessivamente dai precettori, finiscono col diventare mediocri o persino stupidi (non è chiaro se sia una considerazione elaborata indipendentemente da Cagnazzi oppure provenga da altre fonti come lo stesso Erasmus Darwin). Inoltre Erasmus Darwin fa notare come l'azione eccessiva di un organo di senso "non può aver luogo che col risparmio di altri" e Cagnazzi ne deduce che alcune facoltà finirebbero col non essere sviluppate.
Infine Cagnazzi fa notare come il metodo di Pestalozzi richieda un istruttore per ciascun fanciullo e pertanto non sarebbe un metodo economico se applicato ai figli di famiglie meno agiate. Cagnazzi ne deduce che, a differenza degli altri metodi, il metodo di Pestalozzi dovrebbe essere considerato "riserbato ai soli fanciulli di famiglie agiate".

### Il metodo inglese
Nell'ultima parte del suo saggio, Cagnazzi espone il metodo inglese ed esprime le sue considerazioni sulle potenzialità e i limiti del metodo. Parte dalla storia del detto metodo, inizialmente concepito dal Cavalier Paulet e perfezionato dal dottor Andrew Bell (1753-1832), il quale diresse la scuola d'istruzione di Madras voluta dalla Compagnia britannica delle Indie orientali e nella quale si applicava il metodo di Paulet (si veda anche il mutuo insegnamento). Tale metodo d'insegnamento è noto in lingua inglese come "sistema d'educazione di Madras" ((EN)  Monitorial System, Madras System, oppure Lancasterian System).
Nel 1795, Andrew Bell tornò a Londra, dove espose i risultati del suo metodo e scrisse un opuscolo dal titolo Saggio di educazione fatto nel collegio di Madras. Nel 1798, il quacchero Joseph Lancaster aprì una scuola per i bambini delle famiglie meno abbienti la cui retta era la metà delle altre scuole londinesi. Tale scuola ebbe molto successo, e Lancaster applicò il metodo di Bell, esposto nel suo opuscolo, facendo ulteriori modifiche. Altre scuole nacquero su impulso del clero inglese, il quale era allarmato dal fatto che un quacchero "fosse in possesso della istruzione di una numerosa massa di fanciulli".
La versione del metodo che Cagnazzi analizza è quella descritta da Alexandre de Laborde (1773-1842) all'interno della sua opera Piano di educazione pe' fanciulli poveri secondo i metodi del Dottor Bell e del Sig. Lancaster combinati dal sig. Laborde.
Caratteristiche salienti del metodo erano il posizionare gli studenti in una grande "sala bislunga" e suddividerli in classi all'interno della stessa sala. L'insegnamento veniva impartito per la maggior parte dagli stessi studenti; i più bravi, infatti, spiegavano la lezione agli studenti che erano in maggiore difficoltà e non erano previste punizioni corporali. Gli unici premi e punizioni possibili erano l'avanzamento di grado e la retrocessione, e altre simili cose che facevano leva sull'"onore" dello studente all'interno della scuola. Alcuni castighi esemplari, tra i quali, come extrema ratio, l'allontanamento dello studente dalla scuola erano decisi da un consesso composto da istruttori, vigilanti e un certo numero di altri studenti. Altra caratteristica era il fatto che le lezioni erano assai corte e riguardavano principalmente l'insegnamento dei rudimenti del saper leggere e scrivere e poco altro. Tale metodo consentiva un elevato risparmio e pertanto si prestava assai bene agli studenti provenienti da famiglie meno abbienti.

### Le considerazioni di Cagnazzi sul metodo inglese
Nel capitolo X, Cagnazzi esprime le sue considerazioni sulle potenzialità e i limiti del metodo inglese. In particolare, Cagnazzi fa notare come il metodo induca i ragazzi a un'attenzione continuata e nel farli concentrare in ciò che richiama l'attenzione dei fanciulli. Cagnazzi inoltre aggiunge che secondo lui tale metodo potrebbe ben applicarsi agli studenti inglesi, ma meno a quello del Regno delle Due Sicilie, dal momento che "tra noi [...] i fanciulli sono in generale pieni di fuoco" e i più bravi, a suo avviso, non sarebbero in grado di istruire i meno bravi.
Inoltre secondo Cagnazzi, gli studenti più grandi e più bravi avrebbero maggior titolo e preparazione per insegnare le discipline agli studenti delle calassi inferiori, piuttosto che rendere insegnanti gli studenti coetanei più preparati. Riflette inoltre sul fatto che tali studenti perderebbero del tempo in tale attività di insegnamento e ciò sottrarrebbe loro buona parte del tempo da dedicare allo studio. I metodi e la divisione in classi del metodo inglese denotano come lo scopo di tale istruzione sia insegnare ai ragazzi a leggere e a scrivere, e cioè a compiere delle attività meccaniche, mentre il tempo dedicato allo sviluppo delle facoltà intellettuali sarebbe sostanzialmente ridotto. Cagnazzi considera tale metodo più adatto all'insegnamento di nozioni non opinabili (per le quali cioè la risposta è sì o no senza gradazioni intermedie come ad esempio il riconoscimento della lettera "a"), mentre dimostrerebbe dei grossi limiti nell'insegnamento di argomenti più avanzati, dal momento che l'attività speculativa della mente umana richiederebbe maggior silenzio e attenzione.
L'insegnamento di discipline più avanzate utilizzando il metodo inglese era anche stato tentato da alcuni collegi inglesi e scozzesi, ma le opinioni riguardo ai risultati raggiunti erano discordanti. Cagnazzi a tal proposito concorda con quanto riporta da Laborde, secondo cui questo metodo era "insufficiente per gli studj più avanzati". Con tali critiche, Cagnazzi non intende screditare il metodo ma semplicemente definirne l'ambito
Cagnazzi racconta inoltre come tale metodo fu inizialmente vietato all'interno del Regno delle Due Sicilie per poi essere riabilitato col ritorno dei Borboni e di Ferdinando I delle Due Sicilie. Cagnazzi afferma che "già vassi introducendo nelle nostre scuole primarie", sebbene fosse applicato male e non se ne fosse compresa l'utilità.

### Conclusioni
Nell'ultimo capitolo, Cagnazzi ricapitola i metodi esposti e riassume le sue considerazioni su ciascuno dei detti metodi. In particolare, afferma che ha tralasciato alcuni metodi che invero non si discotano molto da quelli esposti. In particolare, il metodo usato nei Paesi Bassi, nazione assai istruita in quel periodo e con 4451 scuole e 182000 allievi su una popolazione di 1.900.000 persone, non si discosta molto dal metodo normale impiegato in Germania.
Cagnazzi, riguardo al metodo normale impiegato in Germania, ripete quanto detto in precedenza affermando che esso non è adatto ai fanciulli, ma bensì agli adulti, dal momento che richiede delle conoscenze di base e fa uso del principio dell'intuizione (Cagnazzi ha spiegato che cosa si intendesse nel resto del suo saggio). Sarebbe pertanto più adatto all'istruzione di contadini o altre persone analfabete o comunque prive dei rudimenti. Cagnazzi inoltre, riprendendo Quintiliano, ricorda come sia necessario far piacere e "rendere ameni" gli insegnamenti impartiti.
Sul metodo inglese, conclude ricordando che tale metodo andrebbe adattato alla realtà del Regno delle Due Sicilie ed è convinto che tale metodo finirebbe con l'essere frainteso dai pedanti, maneschi e inetti educatori del regno. Pertanto auspica nel saggio la fondazione di un "istituto normale di insegnamento", cioè una scuola per insegnanti incentrata sull'insegnamento del metodo inglese, e con un esame finale. Nell'ultimo paragrafo viene ribadita l'importanza di retribuire in modo consono gli insegnanti affinché gli stessi possano dedicarsi solo all'insegnamento e solo le persone più capaci diventino insegnanti; secondo l'autore, ciò si potrebbe fare più facilmente col metodo inglese, dal momento che richiede un solo insegnante in una sola enorme classe (più simile forse a un teatro) contenente moltissimi studenti.

## Le considerazioni di Cassitto
Nelle prime pagine del saggio, il regio revisore Luigi Vincenzo Cassitto, incaricato di valutare se l'opera fosse da pubblicare o da censurare, si esprime molto positivamente sull'opera:
(Cagnazzi1819, prime pagine)
Tali valutazioni sembrano suggerire che all'epoca vi fosse una certa attenzione nei confronti dell'istruzione dei fanciulli, considerati anche gli elevatissimi tassi di analfabetismo del Regno delle Due Sicilie. È presumibile supporre che il metodo inglese, comportando un notevole risparmio economico soprattutto per quanto riguardava il salario degli insegnanti, fosse diventato oggetto di particolare interesse nel Regno delle Due Sicilie, considerata la precaria situazione economica del territorio e la difficoltà di trovare insegnanti preparati. Questo spiegherebbe anche l'interesse per questo metodo (nonché i relativi pregiudizi), di cui Cagnazzi parla nella sua autobiografia.